# Kathrin Neimke
Kathrin Neimke (n. 18 iulie 1966, Magdeburg, RDG) este o atletă ce a reprezentat Germania, medaliată olimpică. A participat la 3 ediții ale Jocurilor Olimpice (1988, 1992, 1996) în care a câștigat o medalie de argint și o medalie de bronz în proba de aruncarea greutății.

## Palmares
| An                                       | Competiție                               | Locație                                  | Loc                                      | Note                                     |
| Reprezentând Republica Democrată Germană | Reprezentând Republica Democrată Germană | Reprezentând Republica Democrată Germană | Reprezentând Republica Democrată Germană | Reprezentând Republica Democrată Germană |
| ---------------------------------------- | ---------------------------------------- | ---------------------------------------- | ---------------------------------------- | ---------------------------------------- |
| 1987                                     | Universiada                              | Zagreb, Iugoslavia                       | 2                                        | 20,07 m                                  |
| 1987                                     | Campionatul Mondial                      | Roma, Italia                             | 2                                        | 21,21 m                                  |
| 1988                                     | Campionatul European în sală             | Budapesta, Ungaria                       | 3                                        | 20,20 m                                  |
| 1988                                     | Jocurile Olimpice                        | Seul, Coreea de Sud                      | 2                                        | 21,07 m                                  |
| 1990                                     | Campionatul European                     | Split, Iugoslavia                        | 3                                        | 19,96 m                                  |
| Reprezentând Germania                    |                                          |                                          |                                          |                                          |
| 1991                                     | Campionatul Mondial în sală              | Sevilla, Spania                          | 6                                        | 18,77 m                                  |
| 1991                                     | Campionatul Mondial                      | Tokio, Japonia                           | 8                                        | 18,83 m                                  |
| 1992                                     | Jocurile Olimpice                        | Barcelona, Spania                        | 3                                        | 19,78 m                                  |
| 1992                                     | Cupa Mondială                            | Havana, Cuba                             | 3                                        | 17,97 m                                  |
| 1993                                     | Campionatul Mondial în sală              | Toronto, Canada                          | 8                                        | 18,50 m                                  |
| 1993                                     | Campionatul Mondial                      | Stuttgart, Germania                      | 3                                        | 19,71 m                                  |
| 1994                                     | Jocurile Goodwill                        | Sankt Petersburg, Rusia                  | 6                                        | 18,67 m                                  |
| 1994                                     | Campionatul European                     | Helsinki, Finlanda                       | 6                                        | 18,94 m                                  |
| 1995                                     | Campionatul Mondial în sală              | Barcelona, Spania                        | 1                                        | 19,40 m                                  |
| 1995                                     | Campionatul Mondial                      | Göteborg, Suedia                         | 4                                        | 19,30 m                                  |
| 1996                                     | Jocurile Olimpice                        | Atlanta, Statele Unite                   | 7                                        | 18,92 m                                  |

## Legături externe
- en Kathrin Neimke la World Athletics
- en Kathrin Neimke la Olympedia.org